# أركو أرينا
أركو أرينا (بالإنجليزية: ARCO ARENA)‏ هو ملعب يقع بمنطقة ساكرامنتو ولاية كاليفورنيا ،وهو ملك لنادي ساكرامنتو كينغز.
تم افتتاحه عام 1988، تكلفة بنائه ناهزت 40 دولار أمريكي،يتسع الملعب لما يقارب 17.317 متفرج

## معلومات عن الملعب
تعد هذه الصالة المملوكة لآل معلوف مالكي الكينغز واحدة من أصغر الصالات في الدوري الأميركي للمحترفين من حيث الحجم وعدد المقاعد،
إذا لا يوجد صالة أصغر منها سوى الآم واي أرينا صالة أورلاندو ماجيـك، تم بناء هذه الصالة في 1988 وتتسع لـ 17317 متفرج،
اسم الصالة يعود لشركة النفط Atlantic Richfield Oil Company- ARCO - والتي لا زالت تحتفظ بحق ملكية اسم الصالة
وجددت عقدها مع مالكي ساكرامنتو كينغز في العام 2007.
تحتوي الصالة على 30 مقصورة خاصة للمشاهدة من خلالهـا، و412 مقصورات اشتراك لجمهور الأعضاء في النادي.
صغـر حجم الصالة، ومكانهـا الواقـع في شمالي المديـنة على بعد خمسة أميال من مطار ساكرامنتو جعل ملاكها يفكرون بإنشاء صالة جديدة،
مشاكل التمويـل لا زالت تمنع إنشاء الصالة الجديدة، وبالرغم من أن الآركو أرينا لم تكلف سوى 40 مليون دولار في بنائها الأول إلا أن
الموازنات الحالية تشيـر إلى أن إنشاء الصالة الجديدة يتطلب قرابة المليار دولار هذه المرة، آل معلوف طرحوا مع مجلس المدينة مشروعاً
لفرض ضريبـة على سكان المدينة على مدى 15 عام لتمويـل بناء المجمع الجديد، غيـر أن المشروع قوبل بالرفض من المصوّتيـن.
نشاط الصالة لا يقتصر فقط على النشاط الرياضي بل يتعداها للكثـيـر من الأحداث الفنيـة على مدار العام، تستضيف سنوياً ما يتخطى
الـ 200 حدثاً الأمر الذي يجعل معدل زوار الصالة قرابة المليوني زائـر سنوياً.
صغـر حجمها يجعل لجمهور الصالة تأثيـراً كبـيراً على بقية الفرق الزائرة، جمهور الصالة كان يعرف مع مطلع الألفية بأنه الجمهور الأكثر
ضجة وصوتاً في الـ NBA.